# 消去 (小説)
『消去 ある崩壊』（しょうきょ あるほうかい、独: Auslöschung. Ein Zerfall）は、トーマス・ベルンハルトの小説。ドイツ文学者である語り手ムーラウの、故郷ヴォルフスエックとの間の軋轢を長い独白の形で書いた長編作品。著者の死の3年前の1986年に刊行された最晩年の小説で、ベルンハルトの文学の集大成と見なされている。

## あらすじ

### 電報
語り手フランツ＝ヨーゼフ・ムーラウはオーストリアの地主出身のドイツ文学者で、今は故郷を離れてローマで生活している。彼は教え子のガンベッティに会って課題図書を与えたあと自宅に戻るが、そこで両親と兄の死を知らせる電報を受け取る。彼はつい一週間前に妹の結婚式に出るために故郷に戻ったばかりだったが、いま再び故郷ヴォルフスエックに戻らなければならなくなる。しかし既にローマこそ自分のいるべき場所と考えていたムーラウは、故郷ヴォルフスエックへ戻ることに葛藤を感じる。彼は引き出しから、両親、兄、二人の妹それぞれが写った三枚の写真を取り出して眺めながら、自分の文学者・思索者としての気質とまったく合っていなかった、俗物的な実家の環境に思いを巡らせ、長い長い独白を始める。

### 遺書
ムーラウは葬式の前日になって故郷ヴォルフスエックに到着し、二人の妹に取り仕切られた葬式の準備の様子を眺めながら敷地内の様子を見て回る。前章で思い起こした人々と実際に再会しながら、幼年時代からの様々な記憶がムーラウの頭に去来するが、同時に家族を悪し様に考えすぎているとも感じる。ムーラウの独白は参列者の顔ぶれを見ながら、前章に続いて現代オーストリアの国民性に対する嫌悪を増していき、やがてこうした精神性のない俗物的なもの、カトリック的なもの、国民社会主義的なものすべてを書きしるすことによって「消去」することを目的とした著作『消去』の構想に思いを馳せる。そして埋葬が終わると、ムーラウは故郷ヴォルフスエックを宗教文化財団に寄付する決意を固める。

## 解題
ムーラウが両親と兄の死を知らせる電報を受け取ってから長い独白に入る「電報」、故郷ヴォルフスエックに戻り葬儀に参加する「遺書」の二部からなる。どちらも息の長い独白として書かれており、章の変わり目を除いて改行が一切されていない。また全編を通じて間接話法を用いて書かれており、文章の中に頻繁に「……と私は考えた」「……と私は自分に言った」という文章が挟まれ、時には「……と（あのとき）私はガンベッティに言った、と私は考えた」というように、時制を入り組ませた複雑な構文が用いられる。社会から隔絶した語り手や、長々しい独白、オーストリアの国民性への嫌悪、実を結ばない不毛な仕事といったモチーフは過去のベルンハルト作品にも繰り返し表れるもので、この作品はこれらの要素を全面展開したベルンハルトの散文の集大成と見なされている。
『消去』は1982年、ベルンハルトが『子供』『寒さ』などからなる自伝五部作を上梓してまもなく書き始められており、これらの作品の補遺として構想されたものと考えられる。ただしこの作品とベルンハルトの伝記的事実との間に繋がりはなく、家族や家庭環境（ベルンハルト自身は貧しい家の生まれで、ムーラウのように地主階級ではない）なども著者本人のそれを反映したものではない。ムーラウの故郷ヴォルフスエックはオーバーエスターライヒ州に存在する実在の地名だが、登場人物はムーラウからドイツ文学史上最高の詩人の一人と賞賛される女性詩人マリアがインゲボルク・バッハマンをモデルとしているのを例外として、すべて架空の人物である。